# Alperschällihorn
Alperschällihorn är en bergstopp i Schweiz. Den ligger i regionen Viamala och kantonen Graubünden, i den östra delen av landet. Toppen på Alperschällihorn är 3 039 meter över havet.
Terrängen runt Alperschällihorn är huvudsakligen bergig. Alperschällihorn är den näst högsta toppen i Splügener Kalkberge efter Bruschghorn.
Trakten runt Alperschällihorn består i huvudsak av kala bergstoppar och gräsmarker.